# Bandera de Rupit i Pruit
La bandera oficial de Rupit i Pruit té la següent descripció:
Bandera apaïsada, de proporcions dos d'alt per tres de llarg, bicolor vertical, vermella i blau clar.
Va ser aprovada el 3 de març de 2008 i publicada en el DOGC el 17 de març del mateix any amb el número 5092.